# 全国青年歌手电视大奖赛
全国青年歌手电视大奖赛，简称青年歌手大奖赛或青歌赛，是中华人民共和国国家广播电影电视总局主办、中国中央电视台承辦、各省、自治区、直辖市电视台协办的声乐比賽節目，自2000年起成爲中華人民共和國国家政府奖声乐大赛。该赛事自1984年开始举办，每隔两年舉行一屆，至2013年共举办15届，2013年后停办。該比賽曾选拔出众多著名歌唱家和歌手。2008年后通俗组改名称为流行组（因为唱法可以是通俗的，但通俗的未必是流行的，因此无法改叫流行唱法组）。

## 赛制
选手由各电视台、部队及社会各文工团体等单位选送，2013年后增加了网络媒体。

## 历届全国青年歌手电视大奖赛

### 第一届CCTV全国青年歌手电视大奖赛（1984年）
1984年举办的第一届全国青年歌手电视大奖赛不分唱法。比赛采取录播的形式播出，不进行直播。评委主要由音乐界和电视界专业人士组成。

#### 业余组
- 一等奖：刘君侠（满族）
- 二等奖：王世慧、叶茵
- 三等奖：王跃珍、薛艺、盛明霞
- 特别奖：陈谦纯、陈玉莲

#### 专业组
- 一等奖：刘捷
- 二等奖：关牧村（滿族）、范竞马
- 三等奖：殷秀梅、郑莉、彭丽媛
- 特别奖：鲁帆

#### 评委（15名）
阎肃、李双江、马玉涛、王昆、于淑珍、周小燕、沈湘、郭颂、郭淑珍、王玉珍、才旦卓玛、吴雁泽、张权、李谷一、宋珑

### 第二届CCTV全国青年歌手电视大奖赛（1986年）
1986年举办的第二届全国青年歌手电视大奖赛首次区分了民族、美声、通俗三种唱法，各唱法分别进行比赛。通俗唱法这一称谓即由此次大赛确定。专业组和业余组三种唱法的六场决赛由中央电视台进行电视直播，评委现场亮分。此次大赛为各省、直辖市、自治区的各参赛单位设立了发现人才的“伯乐奖”。

#### 业余组
- 美声唱法
  - 一等奖：崔岩光
  - 二等奖：王必主
  - 三等奖：魏松、江胜明
- 民族唱法
  - 一等奖：周小惠
  - 二等奖：刘幸福
  - 三等奖：刘燕、毕峻立
- 通俗唱法
  - 一等奖：许丽丽
  - 二等奖：谢青
  - 三等奖：孙鸣杰、王晓清

#### 专业组
- 美声唱法
  - 一等奖：顾欣
  - 二等奖：刘跃
  - 三等奖：刘旭峰、孟新洋

- 民族唱法
  - 一等奖：彭丽媛
  - 二等奖：巴哈尔古丽（维吾尔族）
  - 三等奖：阎维文、董文华

- 通俗唱法
  - 一等奖：苏红
  - 二等奖：韦唯（壮族）
  - 三等奖：王虹、毛阿敏

#### 评委（30名）
朱逢博、李谷一、王酩、冯世全、郭成志、张丕基、陈奎及、凯传、付林、郭淑珍、王秉锐、谷建芬、李双江、糜若如、吕远、马玉涛、张权、金铁霖、吴天球、沈湘、王玉珍、蒋大为、孙家馨、李光羲、姜家锵、黎信昌、马国光、高芝兰、宋扬、罗天婵

### 第三届“五洲杯”CCTV全国青年歌手电视大奖赛（1988年）
自本届“五洲杯”起，全国青年歌手电视大奖赛有了冠名。

#### 业余组
- 美声唱法
  - 一等奖：柳建平
  - 二等奖：王忠艳、陈忆
  - 三等奖：刘一平、刘向群、边湄

- 民族唱法
  - 一等奖：李凤媛
  - 二等奖：金英淑（朝鲜族）、陈俊华
  - 三等奖：金锦子、贾堂霞、贾成光

- 通俗唱法
  - 一等奖：陈汝佳
  - 二等奖：魏洪、杭天琪
  - 三等奖：孙小云、胡月、姚晔

#### 专业组
- 美声唱法
  - 一等奖：贺磊明
  - 二等奖：马梅、高栋松
  - 三等奖：齐燕、郑莉、陈素娥

- 民族唱法
  - 一等奖：阎维文
  - 二等奖：周建霞、孙丽英
  - 三等奖：鞠敬伟、余凤兰、张也

- 通俗唱法
  - 一等奖：李杰
  - 二等奖：赵新歙、安冬
  - 三等奖：肖霞、林芳、黎光

#### 评委
沈湘、张丕基、王昆、王玉珍、于淑珍、金铁霖、吴雁泽、李谷一、聂中明、陈奎及、时乐蒙、朱逢博、黄婉秋、凯传、姜家锵、付林、何纪光、吴天球、李光羲、黎信昌、郭成志、吕远、糜若如、刘秉义、冯世全、陈晓光、田玉斌、王酩、孙家馨、郭淑珍、李双江、王秉锐、王力叶、罗天婵、陆青霜、臧玉琰

### 第四届“五洲杯”CCTV全国青年歌手电视大奖赛（1990年）

#### 业余组
- 美声唱法
  - 一等奖：王忠艳
  - 二等奖：李林山、林斌、李晓霞
  - 三等奖：王常玲、李保真、柴枫、曹桂谦、沈星富
- 民族唱法
  - 一等奖：黄霞芬
  - 二等奖：吴琼、鲍容、张峰
  - 三等奖：赵秀兰、刘燕、乌力吉图（蒙古族）、王春米、张龙英
- 通俗唱法
  - 一等奖：蔡红虹
  - 二等奖：郭公芳、蔡国庆、杨迎
  - 三等奖：具莲玉（朝鲜族）、杨红、梦妮、李罡、陈红

#### 专业组
- 美声唱法
  - 一等奖：刘君侠（满族）
  - 二等奖：杜吉刚、朱立群、谭明
  - 三等奖：幺红、黄英、金永哲（朝鲜族）、刘淑珍、赵莉莉
- 民族唱法
  - 一等奖 ：万山红
  - 二等奖 ：刘斌、罗宁娜、张秀艳
  - 三等奖 ：吕继宏、刘玉婉、梦鸽、董华、宋祖英（苗族）、李丹阳、于联华
- 通俗唱法
  - 一等奖：张咪
  - 二等奖：张强、朱哲琴、马李华
  - 三等奖：解晓东、姚黛玮（台联）、任惠、张涓

#### 评委
沈湘、施鸿鄂、石惟正、郭淑珍、付林、凯传、朱逢博、吕远、李双江、何纪光、成方圆、王洁实、吴天球、杨洪基、金铁霖、郭成志、王秉锐、马玉涛、雷克庸、毕晓世、刘秉义、李海鹰、冯世全、王志信、黄婉秋、糜若如、赵季平、张丕基、陈奎及、李谷一、王酩、田玉斌、黎信昌、杨绍谦、邹德华、王金博、吴崇生、王力叶、张以清、徐有光、郑肃兰、张非、邓文洁、武炳统、张利娟、郎毓秀、臧玉琰、陆青霜

### 第五届“五洲杯”CCTV全国青年歌手电视大奖赛（1992年）

#### 业余组
- 美声唱法
  - 一等奖：陆力平
  - 二等奖：刘淑青、孙晓春、马跃
  - 三等奖：李红军、康广、高红兵、刘向群、刘站武
- 民族唱法
  - 一等奖：张娜
  - 二等奖：赵静、王咏春、范继红
  - 三等奖：张峰、王延星、王秀、杨玉梅、马峻霞
- 通俗唱法
  - 一等奖：林萍
  - 二等奖：马海云、红豆、孙莲梦
  - 三等奖：刘海波、白梅、崔京浩（朝鲜族）、张继红、翁普庆

#### 专业组
- 美声唱法
  - 一等奖：安金玉
  - 二等奖：赵登峰（水族）、宋立忠、白萌
  - 三等奖：张礼惠
- 民族唱法
  - 一等奖：刘斌
  - 二等奖：吕继宏、魏金栋、于联华
  - 三等奖：韩延文、陈静、乌日娜（鄂温克族）、黄英、拉姆措（藏族）
- 通俗唱法
  - 一等奖：江涛
  - 二等奖：陈红、范春梅、毛宁
  - 三等奖：孙悦、王智、刘晓娜、李红霞、李殊

#### 评委
刘锡津、李海鹰、郭成志、张丕基、马玉涛、章绍同、凯传、李谷一、金铁霖、毕晓世、付林、王秉锐、黄虹、糜若如、郭颂、吴雁泽、王洁实、吴天球、刘秉义、雷克庸、冯世全、温中甲、朱逢博、郭淑珍、黎信昌、田玉斌、李双江、吕远、何纪光、王志信、黄婉秋、貟恩凤、陆青霜、潘兆和、张以清、武嘉冀

### 第六届“通业杯”CCTV全国青年歌手电视大奖赛（1994年）
本届大赛由？赞助并冠名。

#### 业余组
- 美声唱法
  - 一等奖：马丽君
  - 二等奖：慕林林、王冬梅、李宏伟
  - 三等奖：李晓霞、石诗华、刘书燕、冯爱群、刘春美
- 民族唱法
  - 一等奖：其布格米德（蒙古族）
  - 二等奖：罗勋、王咏春、吕薇
  - 三等奖：梁虎威、杨华、皮晓彩、陈贞、徐曼琳
- 通俗唱法
  - 一等奖：具莲玉（朝鲜族）
  - 二等奖：俞静、魏瑛霞、张迈
  - 三等奖：沈群、方芳、钟梅、程燕、张勇

#### 专业组
- 美声唱法
  - 一等奖：赵登峰（水族）
  - 二等奖：金永哲（朝鲜族）、吴波、冯桂荣
  - 三等奖：胡雁、宏雁、唐晓燕
- 民族唱法
  - 一等奖：肉孜·阿木提（维吾尔族）
  - 二等奖：杨九红、董华、董青（满族）
  - 三等奖：杨琼（苗族）、王邵梅、李星、朱玉、黄华丽
- 通俗唱法
  - 一等奖：爱新觉罗·启迪（满族）
  - 二等奖：林依轮、陶洁、陈珠莲
  - 三等奖：廖忠、孙浩、全美华（朝鲜族）、牟青、甘萍

#### 评委
朱逢博、李谷一、凯传、张丕基、陈奎及、孟庆云、石惟正、冯健雪、付林、施鸿鄂、石顺义、顾夏阳、吴雁泽、王秉锐、黄婉秋、吴天球、郭成志、王晓岭、金铁霖、郭淑珍、王志信、黎信昌、方初善、马玉涛、李双江、章绍同、吕远、冯世全、糜若如、何纪光、王酩、田玉斌、谭冰若、贠恩凤、臧云飞

### 第七届“双汇杯”CCTV全国青年歌手电视大奖赛（1996年）
本届大赛由双汇集团赞助并冠名。

#### 业余组
- 美声唱法
  - 一等奖：路琦
  - 二等奖：王延安、李从惠、袁桢
  - 三等奖：王咏桦、张占柱、李梅、徐凯、努尔古丽（维吾尔族）、黄颢
- 民族唱法
  - 一等奖：王凤云
  - 二等奖：董晶晶、姜维明、王咏春
  - 三等奖：徐曼林、蒋玉军、刘玮、李志安、可沱泽郎金（藏族）、仲恒金
- 通俗唱法
  - 一等奖：田毅
  - 二等奖：李幸、于凤祥、宋思思
  - 三等奖：可娣娜、陈倩倩、许青、任涛、张帆、亚汉

#### 专业组
- 美声唱法
  - 一等奖：张礼惠
  - 二等奖：张艳荣、戴玉强
  - 三等奖：曲波、王海涛、吴培、张美林、迟黎明、刘月明
- 民族唱法
  - 一等奖：方琼
  - 二等奖：乔建军、吉玲洁、孙静
  - 三等奖：达木丁（回族）、卢捷、曲冬梅、戴滨、雷桂榕、郭春梅
- 通俗唱法
  - 一等奖：满文军
  - 二等奖：刘春红、黄鹭、安红
  - 三等奖：朱晓红、王亚民、赵剑、蔡国平、张静、殷浩

#### 评委
冯世全、凯传、张丕基、吴天球、李谷一、郭淑珍、黎信昌、方在行、陈奎及、王晓岭、孟庆云、温中甲、徐沛东、王酩、瞿琮、吕远、何纪光、王志信、朱德荣、贺东久、郭颂、李双江、郭成志、李海鹰、王秉锐、糜若如、贺光明、臧云飞、陆青霜

### 第八届“大红鹰杯”CCTV全国青年歌手电视大奖赛（1998年）
本届大赛由宁波卷烟厂赞助并以大红鹰商标冠名，首次引入综合素质考核环节。

#### 业余组
- 美声唱法
  - 一等奖：李宏伟
  - 二等奖：叶巧红、高淼
  - 三等奖：张小平、王莹、辛爱萍
- 民族唱法
  - 一等奖：隋宁
  - 二等奖：李清资、岳莉
  - 三等奖：胡薇、周发猛、蔡以华
- 通俗唱法
  - 一等奖：许波
  - 二等奖：许航、王向云
  - 三等奖：李敏、刘洋、秋江
- 特别奖：李琼

#### 专业组
- 美声唱法
  - 一等奖：于乃久
  - 二等奖：额尔德木图（蒙古族）、郭森
  - 三等奖：张渊春、梁召今、周映辰
- 民族唱法
  - 一等奖：于丽红
  - 二等奖：谭学胜、祖海
  - 三等奖：马啸、周芳、刘迎春
- 通俗唱法
  - 一等奖：冯瑞丽
  - 二等奖：刘薇薇、李铁石
  - 三等奖：杨庆、珊瑚、任茜

#### 评委
温中甲、郭成志、张丕基、李谷一、凯传、王晓岭、吕远、吴雁泽、李双江、孙家馨、郑秋枫、黎信昌、吴天球、田玉斌、郭淑珍、糜若如、王秉锐、郭颂、何纪光、付林、冯世全、陈奎及、王苏芬、丁雅贤

#### 综合素质评委
阎肃、滕矢初、赵方幸

### 第九届“步步高杯”CCTV全国青年歌手电视大奖赛（2000年）
本届大赛由广东步步高电子工业有限公司赞助并冠名。

#### 业余组
- 团体
  - 一等奖：公安部代表队
  - 二等奖：深圳电视台、天津电视台
  - 三等奖：山东电视台、河南电视台、山西电视台
- 美声唱法
  - 一等奖：王铁刚
  - 二等奖：贾春雷、刘媛媛
  - 三等奖：李玫、樊琳、马阿荣
- 民族唱法
  - 一等奖：樊红岩
  - 二等奖：吴春燕、扎力嘎夫（蒙古族）
  - 三等奖：张克东、温洪武、胡承忠
- 通俗唱法
  - 一等奖：倪睿思
  - 二等奖：容中尔甲（藏族）、刘小幻
  - 三等奖：肖娅娴、崔莲花（朝鲜族）、许曼筠
- 特别奖：王铁刚、倪睿思、容中尔甲（藏族）、扎力嘎夫（蒙古族）

#### 专业组
- 团体
  - 一等奖：解放军艺术学院
  - 二等奖：二炮歌舞团、北京电视台
  - 三等奖：辽宁电视台、煤矿文工团、江苏电视台
- 美声唱法
  - 一等奖：梁召今
  - 二等奖：王燕、和慧
  - 三等奖：严圣民、吴艳域、乌兰雪荣（蒙古族）、张惠勇四女组唱
- 民族唱法
  - 一等奖：王宏伟
  - 二等奖：黄华丽、龚琳娜
  - 三等奖：胡小娥、张小芬、麦穗
- 通俗唱法
  - 一等奖：谭晶
  - 二等奖：谷峰、周鹏（萨顶顶）
  - 三等奖：任真、支予、郭祁
- 特别奖：王宏伟、梁召今、谭晶、谷峰

#### 评委
施鸿鄂、叶英、郭淑珍、黎信昌、杨洪基、郁钧剑、付林、王昆、肖白、李谷一、金兆钧、雷蕾、苏越、陈小奇、郭峰、张树荣、三宝、李小沛、徐沛东、赵传、甲丁、刘欢、魏松、谭得华、滕文骥、尹鸿、王建儒、田青、何纪光、于淑珍、钱世锦、汪燕燕、关牧村、彭丽媛、王世光、殷秀梅、郭颂、阎维文、邹友开、王晓岭、吴雁泽、李西安、孟卫东、顾欣、王秉睿、马玉涛、胡德风、蒋大为、糜若如、张千一
- 专业组
  - 监审组：傅庚辰、王昆、谷建芬、陈晓光、王健儒、金铁霖
  - 美声组评委：魏松、叶小钢、傅海静、殷秀梅、谭利华、黎信昌、李双江、杨洪基、关牧村、叶英、顾欣、钱世锦
  - 民族组评委：王嘉实、王晓岭、彭丽媛、郭颂、于淑珍、王世光、金铁霖、徐沛东、何纪光、阎维文、巴哈尔古丽、田青、王秉锐
  - 通俗组评委：甲丁、张树荣、赵传、李小沛、苏越、李谷一、张千一、雷蕾、刘欢、陈小奇、金兆钧、三宝
  - 综合素质评委：尹鸿、滕矢初、赵方幸、阎肃、郁钧剑

### 第十届“哈药六杯”CCTV全国青年歌手电视大奖赛 （2002年）
本届大赛由哈药集团制药六厂赞助并冠名。

#### 业余组[11]
- 美声唱法
  - 一等奖：孙砾
  - 二等奖：赵静、司红军
  - 三等奖：肖影泽、陈新、于世勇
- 民族唱法
  - 一等奖：索朗旺姆（藏族）
  - 二等奖：邓春蓉、张全
  - 三等奖：王园园、慕喜斌、秦靖红
- 通俗唱法
  - 一等奖：徐洋
  - 二等奖：何璐、陈刚 、刘吉宁（二人组合）
  - 三等奖：力求完美组合、肖娅娴、柏文
- 观众最喜爱的歌手奖：索朗旺姆

#### 专业组
参考资料：
- 团体
  - 一等奖：江苏电视台
  - 二等奖：中国音乐学院、解放军艺术学院
  - 三等奖：总政歌剧团、空政歌舞团、上海东方电视台
- 美声唱法
  - 一等奖 ：陈勇
  - 二等奖 ：于爽、吴琳
  - 三等奖 ：张海庆、霍勇、杨阳
- 民族唱法
  - 一等奖：麦穗
  - 二等奖：刘和刚、王丽达
  - 三等奖：黄华丽、任香淑、哈辉（回族）
- 通俗唱法
  - 一等奖：迷彩三人组
  - 二等奖：阿里郎组合（朝鲜族）、耿丽萍
  - 三等奖：袁圆、刘晨、58号组合（胡矿，胡磊）
- 观众最喜爱的歌手奖：阿里郎组合（朝鲜族）

#### 评委
- 业余组：
  - 场外评说：阎肃
  - 监审组：傅庚辰、金铁霖、王健儒
  - 美声唱法：迪里拜尔、顾欣、关牧村、金永哲、瞿琮、黎信昌、李近朱、李双江、马洪海、杨立青、叶小纲、殷秀梅
  - 民族唱法：克里木、李谷一、刘辉、彭家鹏、宋祖英、田青、王祖皆、吴雁泽、郁钧剑、宗庸卓玛、邹文琴、邹友开
  - 通俗唱法：成方圆、何训田、甲丁、金兆钧、雷蕾、李海鹰、李小沛、三宝、苏越、滕格尔、徐沛东、张明敏
  - 综合素质：滕矢初、余秋雨
  - 视唱练耳：赵方幸
- 专业组：
  - 监审组：傅庚辰、谷建芬、王健儒
  - 美声唱法：戴玉强、顾欣、关牧村、郭淑珍、黄小曼、黎信昌、廖昌永、魏松、叶小纲、叶英、殷秀梅、余隆
  - 民族唱法：卞祖善、郭兰英、郭颂、贺艺、克里木、李谷一、刘辉、田青、吴雁泽、印青、郁钧剑、张也
  - 通俗唱法：何训田、甲丁、解承强、金兆钧、雷蕾、李小沛、刘欢、三宝、苏越、田震、张千一
  - 综合素质：滕矢初、余秋雨
  - 视唱练耳：赵方幸

### 第十一届“新盖中盖杯”CCTV全国青年歌手电视大奖赛（2004年）
本届大赛由哈药集团制药六厂赞助并以新盖中盖商标冠名。

#### 非职业组团体决赛
- - 一等奖：
  - 二等奖：
  - 三等奖：

#### 非职业组个人单项决赛
- 美声唱法
  - 一等奖：吴睿睿
  - 二等奖：闫桦、李振涛
  - 三等奖：李凡、梁泽元、黎辉辉
- 民族唱法
  - 一等奖：方瑶
  - 二等奖：敖长生、陈春茸
  - 三等奖：王琳、邹一娜、王大军
- 通俗唱法
  - 一等奖：董蕾蕾
  - 二等奖：于霞、北大六人组合
  - 三等奖：胡平、师鹏、岚风组合
- 观众最喜爱的歌手奖：吴睿睿

#### 职业组
参考资料：

#### 职业组团体决赛
- 团体:
  - 一等奖：总政歌舞团总政歌剧团联队
  - 二等奖：空军政治部文工团、武警部队政治部文工团
  - 三等奖：云南电视台、中国音乐学院、辽宁电视台

#### 职业组个人单项决赛
- 美声唱法
  - 一等奖：王莉
  - 二等奖：杨阳、张英席
  - 三等奖：孙砾、王红星、于爽
- 民族唱法
  - 一等奖：雷佳
  - 二等奖：刘和刚、王丽达
  - 三等奖：吴娜、陈莉莉、西兰卡普组合
- 通俗唱法
  - 一等奖：钱琳
  - 二等奖：邓容、凌撼·风组合
  - 三等奖：029合唱团、TG4演唱组、阿格乐团
- 观众最喜爱的歌手奖：刘和刚

#### 评委
- 非职业组团体决赛
  - 监审组：
  - 美声唱法：
  - 民族唱法：
  - 通俗唱法：
  - 综合素质：
- 非职业组个人决赛
  - 监审组：
  - 美声唱法：
  - 民族唱法：
  - 通俗唱法：
  - 综合素质：
- 职业组团体决赛
  - 监审组：仲呈祥、谷建芬、金铁霖、李双江
  - 美声唱法：郑咏、魏松、黄小曼、顾欣、殷秀梅、黎信昌、郑小瑛、傅海静、梁宁、廖昌永、叶小纲、王祖皆
  - 民族唱法：姚艺君、拉苏荣、宋祖英、阎维文、卞祖善、吴雁泽、赵季平、彭丽媛、蒋大为、方琼、王原平、万山红
  - 通俗唱法：卞留念、肖白、甲丁、李小沛、雷蕾、张千一、徐沛东、赵传、苏越、金兆钧、赵光、陈小奇
  - 综合素质：李准、滕矢初、赵易山
- 职业组个人决赛
  - 监审组：
  - 美声唱法：
  - 民族唱法：
  - 通俗唱法：
  - 综合素质：

### 第十二届“隆力奇杯”CCTV全国青年歌手电视大奖赛（2006年）
本届大赛由江苏隆力奇集团赞助并冠名。

#### 团体决赛
参考资料：
- 金奖：二炮文工团
- 银奖：空政文工团、云南电视台
- 铜奖：武警部队代表团、海政文工团、解放军总政治部
- 优胜奖：中国煤矿文工团、贵州电视台、国家民委文宣司、中国唱片总公司、国家环保总局、内蒙古电视台、河南电视台、成都军区战旗文工团、陕西电视台、西藏电视台、公安部政治部、美洲代表队、北京电视台、解放军艺术学院

#### 个人单项决赛
- 美声组
  - 金奖：薛皓垠
  - 银奖：张海庆、张文巍
  - 铜奖：王红星、阮余群、钟丽燕
- 民族组
  - 金奖：刘和刚
  - 银奖：吴娜、陈莉莉
  - 铜奖：陈永峰、严当当、茸芭辛娜
- 通俗组
  - 金奖：师鹏
  - 银奖：姚贝娜、于霞
  - 铜奖：刘罡、曹芙嘉、阿鲁阿卓
- 原生态组
  - 金奖：李怀秀、李怀福姐弟
  - 银奖：蝉之歌组合、卞英花
  - 铜奖：安达组合、羌族多声部组合、阿拉腾乌拉
- 组合组
  - 金奖：蝌蚪组合
  - 银奖：太阳部落组合、香格里拉组合
  - 铜奖：新稻子组合、天韵组合、飞翔鸟组合
- 观众最喜爱的歌手奖：蝉之歌组合

#### 评委
- 团体决赛
  - 监审组：阎肃、金铁霖、李双江
  - 美声组：黎信昌、顾欣、梁宁、叶小钢、戴玉强、郑咏、孟卫东、王真、佟铁鑫
  - 民族组：郭兰英、郭颂、李谷一、赵季平、蒋大为、郁钧剑、刘斌、吕继宏、方琼
  - 通俗组：肖白、甲丁、潘越云、韩红、李海鹰、李小沛、金兆钧、卞留念、韦唯
  - 组合组：付林、张千一、朱明瑛、郭峰、陈小奇、李杰、蔡国庆、赵光、王晓锋
  - 原生态组：德德玛、祖荫、田青、陈哲、姚艺君、宗庸卓玛、王原平、李松、肖梅
  - 综合素质：余秋雨、徐沛东
- 个人单项决赛
  - 监审组：阎肃、金铁霖、李双江
  - 美声组：黎信昌、顾欣、殷秀梅、迪里拜尔、黄小曼、关牧村、廖昌永、黄越峰、袁晨野、郎昆、马秋华[16]
  - 民族组：吕继宏、孟卫东、郭颂、李谷一、关峡、马建华、张也、王祖皆、吴雁泽、赵季平、邹文琴
  - 通俗组：赵光、腾格尔、童安格、甲丁、张明敏、韩红、金兆钧、刘青、李海鹰、韦唯、李小沛
  - 组合组：王晓锋、王宪生、陈小奇、郭峰、卞留念、方石、韩磊、成方圆、付林、朱明瑛、王黎光
  - 原生态组：张振涛、王冼平、德德玛、才旦卓玛、田青、姚艺君、陈哲、冯健雪、张千一、曲比阿乌、李松
  - 综合素质：余秋雨、徐沛东、赵易山

### 第十三届“隆力奇杯”CCTV全国青年歌手电视大奖赛（2008年）
本届大赛由江苏隆力奇集团赞助并冠名，为避免与北京奥运会的转播发生冲突而提前至该年3月开赛。
- 团体
  - 一等奖：总政直属代表队
  - 二等奖：第二炮兵政治部文工团、海政文工团
  - 三等奖：湖北省广播电视总台、云南电视台、解放军艺术学院
- 美声
  - 金奖：王红星
  - 银奖：张妮、张海庆
  - 铜奖：陈苏威、钟丽燕、姜必群
- 民族
  - 金奖：吴娜
  - 银奖：泽旺多吉、吴彦凝
  - 铜奖：常思思、王庆爽、比兹卡组合
- 流行
  - 金奖：姚贝娜
  - 银奖：曹芙嘉、香格里拉组合
  - 铜奖：汤子星、奇迹组合、汤飞
- 原生态
  - 金奖：土苗兄妹组合
  - 银奖：刀郎木卡姆、纳西姐妹组合
  - 铜奖：阿尔麦热玛演唱组、朵蝶朵阿组合、高保利
- 合唱
  - 金奖：解放军艺术学院合唱团
  - 银奖：华中师范大学TianKong合唱团、中国武警总部文工团男声合唱团
  - 铜奖：贵州侗族大歌合唱团、内蒙古蒙古族青年合唱团、总政直属队代表处合唱队
- 观众最喜爱的歌手奖：土苗兄妹组合

#### 评委
- 团体决赛
  - 监审组：阎肃、金铁霖、李双江
  - 美声组：张建一、郎昆、顾欣、迪里拜尔、陆在易、杨洪基、俞峰、殷秀梅、傅海静、张立萍、袁晨野
  - 民族组：万山红、郁钧剑、宋祖英、阎维文、李谷一、赵季平、邹文琴、蒋大为、关峡、张也、刘青
  - 流行组：方石、韩磊、李小沛、孙悦、陈焕昌（小虫）、张千一、李海鹰、韩红、王黎光、金兆钧、王晓锋
  - 原生态组：孟新洋、姚艺君、陈哲、宗庸卓玛、黄一鹤、田青、加米拉、李松、王原平、任卫新、崔文玉
  - 综合素质：余秋雨、徐沛东
- 个人单项决赛
  - 监审组：阎肃、金铁霖、李双江
  - 美声组：郑咏、袁晨野、张建一、廖昌永、殷秀梅、杨洪基、顾欣、傅海静、黄小曼、郎昆、刘越
  - 民族组：刘辉、刘青、张也、关峡、蒋大为、郭颂、邹文琴、阎维文、方天行、万山红、王佑贵
  - 流行组：王晓锋、金兆钧、孙悦、王黎光、张千一、刘家昌、韩红、李小沛、蔡国庆、韩磊、满文军
  - 原生态组：王原平、李松、姚艺君、张振涛、克里木、田青、黄一鹤、宗庸卓玛、陈哲、任卫新、孟新洋
  - 合唱组：朱咏北、王祖皆、娅伦·格日勒、孟卫东、徐锡宜、杨鸿年、田玉斌、方天行、马建华、孟大鹏、曹丁
  - 综合素质：余秋雨、徐沛东、赵易山

### 第十四届“蓝色经典·天之蓝”杯CCTV全国青年歌手电视大奖赛 （2010年）
本届大赛由江苏洋河酒厂股份有限公司赞助并以蓝色经典·天之蓝商标冠名。
- 团体
  - 一等奖：空军政治部文工团
  - 二等奖：武警政治部文工团、新疆电视台
  - 三等奖：云南电视台、解放军艺术学院、海军政治部文工团（排名不分先后）
- 美声
  - 金奖：陈苏威
  - 银奖：张妮、周晓琳
  - 铜奖：钟丽燕、费琪芳、柯绿娃
- 民族
  - 金奖：王丽达
  - 银奖：吴彦凝、王喆
  - 铜奖：常思思、王庆爽、陈笠笠
- 流行
  - 金奖：阿鲁阿卓
  - 银奖：曹芙嘉、马海生
  - 铜奖：汤非、西尔艾力·赛来（维吾尔族）、汤子星
- 原生态
  - 金奖：撒叶儿嗬组合
  - 银奖：云南楚雄阿乖佬彝歌队、其其格玛
  - 铜奖：麦盖提刀郎木卡姆组合、游方歌组合、雪莲三姐妹组合
- 合唱
  - 金奖：中国武警男声合唱团
  - 银奖：解放军艺术学院红星合唱团、西安音乐学院合唱团
  - 铜奖：沈阳音乐学院北方女子民歌合唱团、内蒙古草原星蒙古族青年合唱团、天津大学合唱团

#### 评委
- 团体决赛第一、二轮（1~15场）
  - 监审组：王丹彦、赵季平、李谷一
  - 美声组：丁毅、郝维亚、贺磊明、刘维维、印青、李双江、幺红、王真、宋一、杜吉刚
  - 民族组：方琼、吕继宏、刘青、冯健雪、吴雁泽、方天行、万山红、刘辉、唐佩珠、许刚
  - 流行组：陈涛、张宏光、李小沛、鲍比达、甲丁、韩红、三宝、王黎光、小虫、王晓锋
  - 原生态组：陈哲、美朗多吉、李松、乌日娜、张振涛、田青、刘晓耕、巴哈尔古丽、乌兰托噶、姚艺君
  - 合唱组：王燕、周羽强、田玉斌、屈塬、孟卫东、徐锡宜、付林、娅伦·格日勒、李西林、曹丁
- 团体决赛第三~五轮（16~25场）
  - 监审组：王丹彦、阎肃、李谷一
  - 美声组：郑咏、彭康亮、张建一、迪里拜尔、印青、陆在易、顾欣、张立萍、佟铁鑫、袁晨野
  - 民族组：王宏伟、孟新洋、张也、王原平、方天行、蒋大为、万山红、刘青、马秋华、周虹
  - 流行组：孙悦、金兆钧、小虫、三宝、韩红、甲丁、何训田、小柯、李沧桑、王俊杰
  - 原生态组：崔文玉、阿拉泰、李松、巴哈尔古丽、张振涛、田青、张千一、宗庸卓玛、陈哲、姚艺君
  - 合唱组：蒋力、娅伦·格日勒、黄越峰、田玉斌、徐锡宜、孟卫东、黄小曼、郑健、马建华、孟大鹏
- 个人单项决赛
  - 监审组：王丹彦、赵季平、李谷一
  - 美声组：幺红、张建一、莫华伦、张立萍、印青、陆在易、迪里拜尔、顾欣、廖昌永、郑咏、贺磊明
  - 民族组：方琼、王原平、刘辉、方天行、宋祖英、吴雁泽、贠恩凤、阎维文、乌兰托嘎、万山红、牛宝林
  - 流行组：李沧桑、刘青、小柯、甲丁、三宝、鲍比达、韦唯、黄小茂、李小沛、王黎光、吴彤
  - 原生态组：崔文玉、萧梅、刘晓耕、姚艺君、努斯来提·瓦吉丁、田青、张振涛、阿拉泰、李松、孟新洋、朱咏北
  - 合唱组：曹丁、蔡国庆、黄小曼、李心草、徐锡宜、杨鸿年、孟卫东、田玉斌、孟大鹏、黄越峰、娅伦·格日勒
  - 综合素质：余秋雨（文化素质、艺术素质）、赵易山（音乐素质）
  - 表演素质：李卫（美声组）、陈维亚（民族组）

### 第十五届“蓝色经典·天之蓝”杯CCTV全国青年歌手电视大奖赛 （2013年）
本届大赛由江苏洋河酒厂股份有限公司赞助并以蓝色经典·天之蓝商标冠名。
- 美声
  - 金奖：王传越
  - 银奖：韩蓬
  - 铜奖：郑斌、张大伟、郑洁
- 民族
  - 金奖：王庆爽
  - 银奖：王喆
  - 铜奖：金婷婷、次仁央宗、吴彦凝
- 流行
  - 金奖：王晰
  - 银奖：周鹏
  - 铜奖：汤非、周强、桑布扎组合
- 第13届流行组金奖得主姚贝娜担任本届青歌赛流行组复赛评委。